# Campeonato Mundial de Atletismo de 2005 - Salto em altura masculino
O salto em altura masculino no Campeonato Mundial de Atletismo de 2005 foi realizada no Estádio Olímpico, em Helsinque, na Finlândia, entre os dias 12 a 14 de agosto de 2005.

## Recordes
Antes desta competição, os recordes mundiais e do campeonato nesta prova eram os seguintes:
| Tipo                  | Atleta           | Altura | Local     | Data                 |
| --------------------- | ---------------- | ------ | --------- | -------------------- |
|                       | Javier Sotomayor | 2,45   | Salamanca | 21 de julho de 1993  |
| Recorde do campeonato | Javier Sotomayor | 2,40   | Stuttgart | 22 de agosto de 1993 |

## Medalhistas
| Ouro                   | Prata             | Bronze                 |
| Yuriy Krymarenko (UKR) | Víctor Moya (CUB) | Yaroslav Rybakov (RUS) |

## Calendário
Todos os horários estão no horário local (UTC+2)
| Data         | Horário | Fase         |
| ------------ | ------- | ------------ |
| 12 de agosto | 12:00   | Qualificação |
| 14 de agosto | 18:35   | Final        |

## Resultados

### Qualificação
Qualificação: 2.29 m (Q) ou as 12 melhores performances (q).
| Pos. | Grupo | Atleta                    | Nacionalidade       | 2.15 | 2.20 | 2.24 | 2.27 | Marca | Notas |
| ---- | ----- | ------------------------- | ------------------- | ---- | ---- | ---- | ---- | ----- | ----- |
| 1    | B     | Stefan Holm               | Suécia              | –    | o    | o    | o    | 2.27  | q     |
| 1    | B     | Víctor Moya               | Cuba                | o    | o    | o    | o    | 2.27  | q     |
| 3    | A     | Nicola Ciotti             | Itália              | o    | xo   | xxo  | o    | 2.27  | q     |
| 3    | A     | Dragutin Topić            | Sérvia e Montenegro | o    | xxo  | xo   | o    | 2.27  | q     |
| 5    | A     | Jaroslav Bába             | Chéquia             | –    | o    | o    | xo   | 2.27  | q     |
| 5    | A     | Vyacheslav Voronin        | Rússia              | o    | o    | o    | xo   | 2.27  | q     |
| 7    | B     | Mark Boswell              | Canadá              | o    | –    | xo   | xo   | 2.27  | q,    |
| 7    | B     | Kyriakos Ioannou          | Chipre              | o    | o    | xo   | xo   | 2.27  | q,    |
| 9    | A     | Andriy Sokolovskyy        | Ucrânia             | o    | xxo  | o    | xo   | 2.27  | q     |
| 10   | A     | Matt Hemingway            | Estados Unidos      | –    | o    | xxo  | xxo  | 2.27  | q,    |
| 11   | B     | Yuriy Krymarenko          | Ucrânia             | o    | xxo  | xo   | xxo  | 2.27  | q     |
| 12   | A     | Oskari Frösén             | Finlândia           | o    | o    | o    | xxx  | 2.24  | q     |
| 12   | B     | Yaroslav Rybakov          | Rússia              | o    | o    | o    | xxx  | 2.24  | q     |
| 14   | A     | Ben Challenger            | Grã-Bretanha        | –    | xo   | o    | xxx  | 2.24  |       |
| 15   | A     | Jesse Williams            | Estados Unidos      | o    | o    | xo   | xxx  | 2.24  |       |
| 16   | B     | Mickaël Hanany            | França              | o    | o    | xxo  | xxx  | 2.24  |       |
| 16   | B     | Andrea Bettinelli         | Itália              | o    | o    | xxo  | xxx  | 2.24  |       |
| 18   | A     | Grzegorz Sposób           | Polónia             | o    | o    | x–   |      | 2.20  |       |
| 18   | B     | Jacques Freitag           | África do Sul       | o    | o    | xxx  |      | 2.20  |       |
| 18   | B     | Kyle Lancaster            | Estados Unidos      | o    | o    | xxx  |      | 2.20  |       |
| 21   | B     | Svatoslav Ton             | Chéquia             | o    | xo   | xxx  |      | 2.20  |       |
| 22   | B     | Naoyuki Daigo             | Japão               | o    | xxo  | xxx  |      | 2.20  |       |
| 23   | A     | László Boros              | Hungria             | o    | xxx  |      |      | 2.15  |       |
| 23   | A     | Jean-Claude Rabbath       | Líbano              | o    | xxx  |      |      | 2.15  |       |
| 23   | A     | Andrey Tereshin           | Rússia              | o    | xxx  |      |      | 2.15  |       |
| 23   | A     | Manjula Kumara Wijesekara | Sri Lanka           | o    | xxx  |      |      | 2.15  |       |
| 27   | A     | Gennadiy Moroz            | Bielorrússia        | xxo  | xxx  |      |      | 2.15  |       |
| 28   | B     | Alessandro Talotti        | Itália              | xxx  |      |      |      | NM    |       |
| 28   | B     | Ştefan Vasilache          | Roménia             | xxx  |      |      |      | NM    |       |

### Final
A final ocorreu dia 14 de agosto às 18:35.
| Pos.              | Atleta             | Nacionalidade       | 2.15 | 2.20 | 2.25 | 2.29 | 2.32 | Marca | Notas                |
| ----------------- | ------------------ | ------------------- | ---- | ---- | ---- | ---- | ---- | ----- | -------------------- |
| Medalha de ouro   | Yuriy Krymarenko   | Ucrânia             | o    | o    | xo   | o    | xxo  | 2.32  |                      |
| Medalha de prata  | Víctor Moya        | Cuba                | o    | o    | o    | o    | xxx  | 2.29  | Recorde pessoal      |
| Medalha de bronze | Yaroslav Rybakov   | Rússia              | –    | o    | o    | o    | xxx  | 2.29  |                      |
| 4                 | Mark Boswell       | Canadá              | –    | o    | xo   | o    | xxx  | 2.29  | Recorde da temporada |
| 5                 | Jaroslav Bába      | Chéquia             | –    | o    | o    | xo   | xxx  | 2.29  |                      |
| 5                 | Nicola Ciotti      | Itália              | o    | o    | o    | xo   | xxx  | 2.29  |                      |
| 7                 | Stefan Holm        | Suécia              | –    | o    | xo   | xo   | xxx  | 2.29  |                      |
| 8                 | Vyacheslav Voronin | Rússia              | –    | xo   | o    | xxo  | xxx  | 2.29  |                      |
| 9                 | Dragutin Topić     | Sérvia e Montenegro | xo   | o    | o    | xxx  |      | 2.25  |                      |
| 10                | Kyriakos Ioannou   | Chipre              | o    | o    | xo   | xxx  |      | 2.25  |                      |
| 11                | Oskari Frösén      | Finlândia           | –    | xo   | xxx  |      |      | 2.20  |                      |
| 11                | Matt Hemingway     | Estados Unidos      | –    | xo   | xxx  |      |      | 2.20  |                      |
| 13                | Andriy Sokolovskyy | Ucrânia             | –    | xxo  | –    | xxx  |      | 2.20  |                      |

Legenda
| Recorde mundial       | Recorde mundial (World record)               |                       | Recorde africano                      | Recorde africano (African) |                                           | Q | Classificado por posição (Qualified) |
| Recorde do campeonato | Recorde do campeonato (Championship record)  | Recorde da América    | Recorde da América (Americas)         | q                          | Classificado por melhor tempo (Qualified) |   |                                      |
| Melhor marca do ano   | Melhor marca do ano (World leading)          | Recorde asiático      | Recorde asiático (Asian)              | DNS                        | Não largou (Did not start)                |   |                                      |
| Recorde nacional      | Recorde nacional (National record)           | Recorde europeu       | Recorde europeu (European)            | DNF                        | Não terminou (Did not finish)             |   |                                      |
| Recorde pessoal       | Recorde pessoal do atleta (Personal best)    | Recorde da Oceania    | Recorde da Oceania (Oceania)          | DSQ / DQ                   | Desclassificado (Disqualified)            |   |                                      |
| Recorde da temporada  | Recorde da temporada do atleta (Season best) | Recorde sul-americano | Recorde sul-americano (South America) | NM                         | Sem marca (No mark)                       |   |                                      |